# Ибн Уарак
Ибн Уарак е псевдонима на автор, известен със своите критики към исляма. Той е основател на Института за светска реформа на ислямското общество (ISIS), след като работи дълго в Center for Inquiry, където работи върху критика на Исляма.  Трудовете на Уарак по религиозни теми са критикувани от някои автори, които го обвиняват в излишна провокативност, но други хвалят работата му като основана на солидни проучвания.
Първите трудове на Уарак, които привличат общественото внимание, са неговите историографии на ранните векове на историята на Исляма. Той използва псевдонима Ибн Уарак (на арабски: ابن وراق, буквално „син на производител на хартия“) от съображения за лична сигурност, защото по неговите думи „Не искам да се превърна във втори Салман Рушди.“ Уарак е псевдоним, приеман от множество дисиденти в историята на Исляма.  Референцията на Ибн Уарак е към ислямския учен от 9 век Абу Иса ал-Уарак. Първата книга, която Уарак публикува с този псевдоним е Защо не съм мюсюлманин, през 1995 г.
Уарак е автор на девет книги: Защо не съм мюсюлманин (1995), Произходът на Корана (1998), Търсенето на историческия Мохамед (2000), Какво всъщност казва Корана: Език, текст и коментари(2002), Защита на Запада: Критика на Ориентализъм на Едуард Саид (2007), Кой Коран?: Варианти, Ръкописи и влиянието на пред-ислямската поезия (2008), Защо Западът е най-добър: Един мюсюлмански апостат в защита на либералната демокрация (2011) и Кръстоносните походи на Сър Уолтър Скот и други фантазии (2013).

## Ранни години и образование
Уарак е роден в Индия, но семейството му емигрира в обявилия независимост Пакистан през 1947 г. Майка му умира в детските му години. По думите му, той „учи арабски и чете Корана с надеждата да стане последовател на мюсюлманската вяра“. Баща му решава да го изпрати на училище в Англия, за да не бъде изпратен в Медресе. След заминаването си за Великобритания вижда баща си само веднъж, когато е на 14-годишна възраст. Баща му умира две години по-късно. 
На 19 се премества в Шотландия, за да следва в Единбургския университет, където учи философия и арабистика при У. Монгомъри Уот.

## Трудове
След завършването си, Уарак пет години е учител в начално училище в Лондон. През 1982 г. се мести във Франция със съпругата си, където отварят индийски ресторант. Когато избухва аферата Рушди той работи като куриер в пътническа агенция. Тогава той си дава сметка, че християнството и юдаизма са често критикувани, за разлика от исляма, който според Уарак се опитва да контролира всички аспекти от личния живот, без да „дава поле за свободна мисъл“. Той е очаквал множество западни интелектуалци да защитят Рушди и ценности като свободата на словото, „но вместо да защитят Рушди и неговата свобода на словото, те го осъдиха; те набедиха жертвата.“  По този повод, Уарак започва да пише на Free Inquiry Magazine, американско издание за светски хуманизъм, по темата „Защо не съм мюсюлманин.“ „Сувереността в исляма“ казва Уарак през 2006 г. „принадлежи на Господ, докато в идеята за човешки права, в демокрацията, например, суверенността принадлежи на хората. И човешките права, универсалната декларация за човешки права, е противоположна на няколко аспекти от ислямското право, особено що се отнася до правата на жените и не-мюсюлманите.“ Уарак отбелязва и проблема с липсата на свобода на религия: „В исляма нямате право да напуснете своята религия. Роден сте мюсюлманин и това е. Апостазията, тоест напускането на религията, в ислямското право се наказва със смърт.“ 
През март 2006 г., Уарак, Рушди и десет други интелектуалци публикуват Манифест: Да се изправим заедно срещу новия тоталитаризъм, публикуван в отговор на пълните с насилие протести в ислямския свят след публикуването на карикатурите на Мохамед през 2005 г.
Уарак е основател на Института за светска реформа на ислямското общество (Institute for the Secularisation of Islamic Society). Въпреки критиките си съм исляма, неговото мнение е че религията може да бъде реформирана и той работи в тази посока с либерални мюсюлмани. Той се самоопределя като атеист. или агностик.